# 暗黑鏟鼻鯰
暗黑鏟鼻鯰（學名：Listrura picinguabae），為輻鰭魚綱鯰形目毛鼻鯰科的其中一種。分布於南美洲巴西東南部da Fazenda河流域，體長可達4.9公分，棲息在窄且細小的溪流淺水域，生活習性不明。